# Église paroissiale Saint-Michel d'Angyalföld
L'église paroissiale Saint-Michel d'Angyalföld (en hongrois : Angyalföldi Szent Mihály Plébániatemplom) est une église catholique romaine de Budapest, située dans le quartier d'Angyalföld. 
Selon le site internet hongrois http://szentmihaly.hu/, rubrique A templom honlapja, la surface de l'édifice est de 900 mètres carrés et la hauteur de ses deux tours est de 59 mètres. 